# كلية الحرب البحرية
كلية الحرب البحرية (بالإنجليزية: Naval War College)‏ هي كلية أركان وكلية للبحرية الأمريكية في المحطة البحرية في نيوبورت، رود آيلاند، تقوم بتعليم القادة وتطويرهم، تعد الكلية واحدة من كليات الخدمة العليا. تأسست الكلية في 6 أكتوبر 1884؛ وكان أول رئيس لها العميد ستيفن لوس، وهو من بين أعضاء هيئة التدريس الأربعة الأوائل تاسكر بليس، جيمس سولي، ألفريد ثاير ماهان.

## البرامج الأكاديمية

### كلية القيادة والأركان البحرية
تعد كلية القيادة والأركان البحرية (CNCS) برنامجًا متعدد التخصصات مصممًا لضباط البحرية الأمريكية وخفر السواحل الأمريكية من رتبة ملازم أول، ومشاة البحرية الأمريكية، والجيش الأمريكي، وضباط القوات الجوية الأمريكية من رتبة رائد، توفر دورة كلية الخدمة ذات المستوى المتوسط فرصة أولية للتعليم العسكري المهني المشترك حيث يستعد الطلاب لزيادة المسؤوليات كقادة / عقيد، وكقائد/ مقدم مبتدئين.
ابتداءً من عام 1914، قامت كلية الحرب البحرية بنقل برامجها المختصة على المستوى التنفيذي خارج الحرم الجامعي من خلال كلية التعليم عن بعد (CDE) التي تعتمد على الويب الآن، دوراتها الرئيسية الثلاث هي الإستراتيجية والحرب، واتخاذ القرارات الأمنية المسرحية، والعمليات البحرية المشتركة.

### المدرسة البحرية المتقدمة للقتال الحربي (MAWS)
تم تأسيس المدرسة البحرية المتقدمة للقتال الحربي في عام 1998، هي عبارة عن برنامج مدته 13 شهرًا يقوم بتعليم الضباط الأمريكيين جميع الخدمات من أجل:
- يستطيع التخطيط العمليات ليصبحوا قادة عمليات
- فهم وتطبيق القوة البحرية بشكل فعال
- تشكيل وقيادة فرق التخطيط التشغيلي (OPTs)
- التفكير لإيجاد حلول لمشاكل الأمان المعقدة والفوضوية.

تدمج المدرسة البحرية المناهج الدراسية الأساسية لكلية القيادة البحرية والأركان مع التعليم المتخصص والمشاريع العملية الواقعية في مجال التخطيط التشغيلي، هي مدرسة الأقران التابعة للبحرية الأمريكية لكل من كلية الجيش الأمريكي للدراسات العسكرية المتقدمة (SAMS)، ومدرسة مشاة البحرية الأمريكية للقتال الحربي المتقدم (SAW)، ومدرسة القوات الجوية الأمريكية للدراسات الجوية والفضائية المتقدمة (SAASS)، ومدرسة القتال المتقدمة المشتركة بكلية أركان القوات المشتركة (JAWS).

### كلية الحرب البحرية
تعد كلية الحرب البحرية برنامجًا متعدد التخصصات مصممًا لضباط البحرية الأمريكية وخفر السواحل الأمريكية في درجات قائد أو نقيب، وسلاح مشاة البحرية الأمريكية، وضباط الجيش الأمريكي والقوات الجوية الأمريكية في درجات مقدم أو عقيد، يوفر برنامج التعليم العسكري المحترف عالي المستوى هذا للطلاب إعدادًا على المستوى التنفيذي للمسؤوليات العليا كقباطنة / عقيد وكبار ضباط العلم.

## الاعتماد والدرجات
تم اعتماد الكلية الحربية البحرية من قبل جمعية نيو إنغلاند للمدارس والكليات منذ عام 1984. وحصلت الكلية الحربية البحرية على سلطة منح الطلاب في بعض برامجها درجة الماجستير في الآداب.

## المنشورات
نشرت مطبعة الكلية الحربية البحرية المجلة الفصلية العلمية منذ عام 1948. كما تنشر «أوراق نيوبورت»، بالإضافة إلى سلسلة دراسات تاريخية وكتب عرضية.

## المباني والهياكل
على مر السنين توسعت الكلية الحربية البحرية بشكل كبير، في عام 1892 تم افتتاح لوس هول كمقر جديد للكلية، بتكلفة 100000 دولار في ذلك الوقت، وكان المبنى يضم قاعات محاضرات ومكتبة، تم توسيعها في عام 1932 وتمت إعادة تسمية المبنى الأصلي باسم لوس هول (Luce Hall) تكريماً لمؤسس المؤسسة والمشرف الأول، ستيفن لوس، تم إدراجه كمعلم تاريخي وطني في السجل الوطني للأماكن التاريخية في عام 1964. ومرة أخرى في عام 1972.

## الشراكة مع جامعة براون

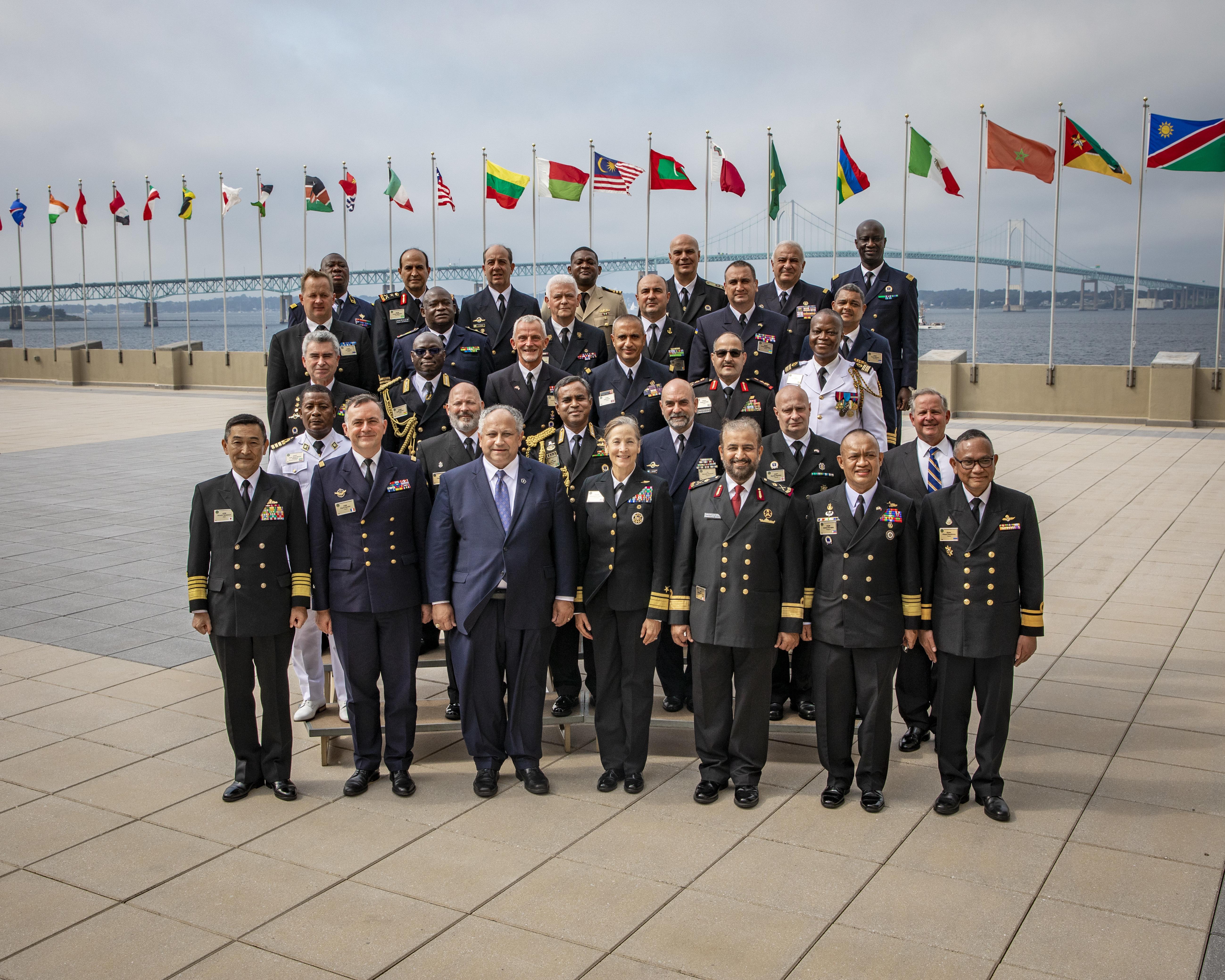
خريجو الكلية الحربية البحرية يقفون لالتقاط صورة خلال الندوة الدولية الرابعة والعشرين للطاقة البحرية (ISS) في 15 سبتمبر 2021.

وقعت كلية الحرب البحرية ومعهد واتسون للدراسات الدولية التابع لجامعة براون على مذكرة اتفاق حول البحث والتعليم (MOA) بين المؤسستين في 6 يونيو 2014، لتعزز الاتفاقية البحث التعاوني والتدريس بينها، وهي بمثابة فرصة لإنشاء وتنفيذ برامج لتحسين التعليم في المجالات المتعلقة بالعلوم لتلبية احتياجات الدفاع الوطني طويلة الأجل، وإنشاء برامج تعليمية تعاونية للتعليم الجامعي في جامعة براون والدراسات العليا.